# Limnebius kwangtungensis
Limnebius kwangtungensis är en skalbaggsart som beskrevs av Pu 1936. Limnebius kwangtungensis ingår i släktet Limnebius och familjen vattenbrynsbaggar. Inga underarter finns listade i Catalogue of Life.